# Batalla de Musa Qala
La Batalla de Musa Qala (también Qaleh o Qal'eh) fue una acción militar lanzada el 7 de diciembre de 2007 por el Ejército Nacional Afgano y la Fuerza Internacional de Asistencia a la Seguridad (ISAF) en la provincia de Helmand, en el sur de Afganistán, para recuperar la ciudad de Musa Qala controlada por los talibanes. Después de tres días de intensos combates, los talibanes se retiraron a las montaña el 10 de diciembre. El 12 de diciembre se informó oficialmente que Musa Qala fue capturada, con las tropas del Ejército Afgano en el centro de la ciudad.
El nombre en clave de la operación fue Nido de Serpientes (en inglés: Snakepit, en pashto: Mar Kardad). Los altos mandos de la ISAF, incluyendo al general estadounidense Dan K. McNeill, el comandante general de la ISAF, acordaron el asalto el 17 de noviembre de 2007, después de seguir más de nueve meses la ocupación talibán de la ciudad, la mayor que los insurgentes controlaban en el momento de la batalla. Las fuerzas de la ISAF ya habían ocupado previamente la ciudad, hasta una polémica retirada a finales de 2006.
Fue la primera batalla de la Guerra de Afganistán en la que las unidades del ejército afgano eran la principal fuerza de combate. Las declaraciones del Ministerio de Defensa británico hicieron énfasis en que la operación fue dirigida por los afganos, aunque la capacidad de las unidades afganas para operar sin el control de la OTAN fue cuestionada durante la batalla. El enfrentamiento militar en Musa Qala forma parte de la campaña de la provincia de Helmand.

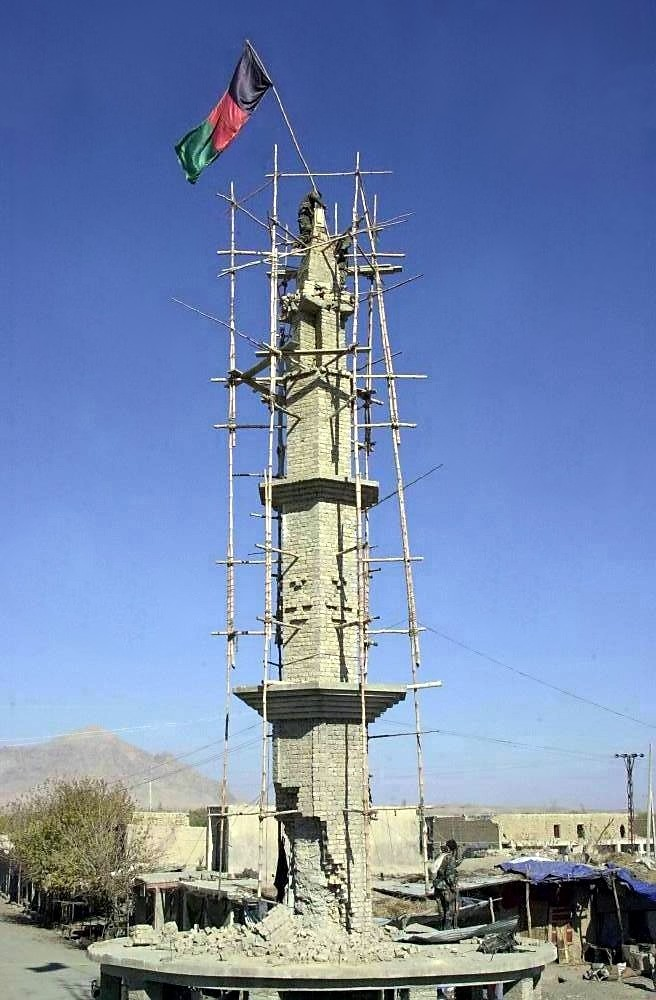
Bandera afgana izada en Musa Qala después de su reconquista.